# Бальдомир, Альфредо
Альфредо Бальдомир Феррари (исп. Alfredo Baldomir Ferrari, 27 августа 1884 — 24 февраля 1948) — уругвайский военный и политик, президент Уругвая в 1938–1943 годах.

## Биография
Родился в 1884 году в Пайсанду, его родителями были Франсиско Бальдомир и Эухения Феррари. В 1905 году начал военную карьеру. Будучи начальником полиции Монтевидео, в 1933 году поддержал переворот, осуществлённый президентом Габриэлем Террой, в результате которого был распущен парламент и наступил период уругвайской истории, известный как «диктатура Терры». В новом правительстве Бальдомир занял должность министра обороны, в 1935 году получил звание генерала.
На президентские выборы 1938 года, проведённые в соответствии с Конституцией 1934 года, не были допущены приверженцы «батльизма» и представители Независимой Национальной партии, и на них с лёгкостью победил Альфредо Бальдомир. Несмотря на тесные связи страны с фашистскими Германией и Италией, после начала Второй мировой войны он стал дистанцироваться от них (в частности, после битвы у Ла-Платы 13 декабря 1939 года он не позволил немецкому тяжёлому крейсеру «Адмирал граф Шпее» пробыть в Монтевидео дольше положенного международным правом трёхдневного срока, что не позволило отремонтировать корабль, и его пришлось затопить в нейтральных водах).
21 февраля 1942 года, незадолго до окончания своего президентского срока, Бальдомир совершил то, что пресса назвала «хорошим переворотом»: он распустил парламент, ввёл в стране чрезвычайное положение, продлил свой президентский срок и принял новую Конституцию, в которой были восстановлены демократические положения, отменённые Конституцией 1934 года. Тогда же были разорваны дипломатические отношения с Германией и Италией. Режим Бальдомира стали называть «диктабланда» (сочетание испанских слов, означающих «диктатура» и «мягкий»).
В 1943 году были проведены выборы в соответствии с новой Конституцией, на которых победил Хуан Хосе де Амесага.
Уйдя с президентского поста, Альфредо Бальдомир с 1943 по 1946 годы возглавлял Банк Восточной Республики Уругвай.